# Jürgen Schläder
Jürgen Schläder (* 1948 in Hagen) ist ein deutscher Theater- und Musikwissenschaftler.

## Leben
Schläder studierte Germanistik und Musikwissenschaft an der Ruhr-Universität Bochum und wurde 1978 in Musikwissenschaft mit der Dissertation „Undine auf dem Musiktheater“ promoviert. 1986 habilitierte er sich mit dem Thema „Das Opernduett. Ein Szenentypus des 19. Jahrhunderts und seine Vorgeschichte“.
Von Mai 1987 bis März 2014 war Schläder Professor für Theaterwissenschaft mit Schwerpunkt Musiktheater an der LMU München. Aktuelle Forschungsschwerpunkte sind: „Ästhetische Grundlagen und Analyse des zeitgenössischen Regietheaters“, „Experimentelle Formen des Neuesten Musiktheaters“ sowie die „Geschichte der Bayerischen Staatsoper im 20. Jahrhundert“.